# Strassburgi Ulrik
Strassburgi Ulrik (latinul: Ulricus de Argentina, németül: Ulrich von Straßburg), (Strasbourg, 1225 körül – Strasbourg, 1277) középkori német teológus.
Strassburgi Hugóhoz hasonlóan Albertus Magnus egyik – éppenséggel legjobban kedvelt – tanítványa volt. Nem érte meg mestere 1280-as halálát, mert már három évvel korábban elhunyt. Kommentárokat írt Arisztotelész Meteorjához és a Szentenciákhoz, de csak egy De summo bono című irat maradt az utókorra utána. Ez tulajdonképpen Pszeudo-Dionüsziosz De divinis nominibusának magyarázata.